# Stanisław Styś
Stanisław Styś (ur. 19 kwietnia 1896 w Chorostkowie, zm. 20 marca 1959 w Lublinie) – polski jezuita, biblista, doktor filozofii i teologii, licencjat nauk biblijnych, profesor Pisma Świętego na Wydziale Teologii OO. Jezuitów w Warszawie, profesor teologii biblijnej na Katolickim Uniwersytecie Lubelskim, tłumacz Biblii.

## Życiorys
Ukończył szkołę podstawową w Samborze oraz cztery klasy gimnazjum w Samborze i Krakowie, po czym wstąpił w 1910 do zakonu jezuitów. W 1916 ukończył wyższe gimnazjum w Chyrowie i zdał maturę. W latach 1917–1920 studiował filozofię w kolegium jezuickim w Nowym Sączu, w latach 1920-1924 teologię w kolegium jezuickim w Krakowie. Święcenia kapłańskie przyjął 24 czerwca 1923 w Krakowie. W latach 1924–27 studiował w Papieskim Instytucie Biblijnym (tytuł licencjata). 
Od 1928 wykładał Stary Testament oraz język hebrajski na wydziale teologicznym Bobolanum w Lublinie, w latach 1928-1929 i 1930-1932 kierował biblioteką tej uczelni, w latach 1935-1938 był rektorem Kolegium Bobolanum. W 1930 otrzymał stopień doktora teologii na Papieskim Uniwersytecie Gregoriańskim. W czasie II wojny światowej przebywał poza Lublinem, kierował studiami kleryków jezuickich w Starej Wsi. Od 1944 do 1952 wykładał na KUL jako zastępca profesora, w 1946 habilitował się na podstawie pracy Fundamentalis idea sanctitatis Vetere Testamento, w tym samym roku na Papieskim Uniwersytecie Gregoriańskim otrzymał natomiast w specjalnym trybie stopień doktora filozofii, w latach 1950-1952 był prodziekanem Wydziału Teologicznego KUL. Równocześnie wykładał na lubelskim Bobolanum, a w latach 1947/1948 i 1949-1951 był wicerektorem. W 1952 władze państwowe odmówiły zatwierdzenia go na samodzielne stanowisko na KUL-u, co stało się przyczyną wyjazdu do Warszawy. W latach 1952–1956 wykładał na przeniesionym z Lublina do Warszawy Wydziale Teologicznym Bobolanum, pełnił tam funkcję prefekta studiów. 
W 1956 wrócił na KUL, w grudniu 1956 został mianowany docentem, władze państwowe odmówiły natomiast zatwierdzenia jego nominacji na stanowisko profesora nadzwyczajnego. W roku akademickim 1956/1957 objął Katedrę Teologii Biblijnej i założoną przez siebie Katedrę Filologii Biblijnej. Wykładał też języki: hebrajski, język grecki, arabski, syryjski i akadyjski.

## Praca naukowa
Obszarem zainteresowań Stysia jako biblisty było na początku pojęcie świętości w Starym Testamencie; po II wojnie światowej zaś zajmował się m.in. protoewangelią w kontekście mariologicznym. Napisał także kilkukrotnie wznawiane Biblijne ujęcie stworzenia świata według nauki (1947).
Na początku lat 30. XX w. Styś zajął się opracowaniem tekstu Starego Testamentu w Biblii Jakuba Wujka, która ukazała się jako tzw. Biblia krakowska w 1935. Samodzielne wydanie Starego Testamentu zostało wznowione w 1956. W 1957 zapoczątkował serię Pisma Świętego Starego Testamentu - tzw. komentarzy KUL. Był też autorem haseł Encyklopedii Katolickiej i Podręcznej Encyklopedii Biblijnej.
Podczas II wojny światowej Styś przetłumaczył z hebrajskiego na polski Księgę Jeremiasza, uwzględniając jej formę poetycką. Janusz Frankowski twierdził, że przekład ma często piękno i moc przekładu "prorockiego". Komentarz, którego Styś nie zdążył dokończyć uzupełnił Edward Haratym SI, a cały przekład trafił do pierwszego wydania Biblii Tysiąclecia. Ponieważ Haratym nie zgodził się na wieczyste przekazanie praw autorskich wydawnictwu Pallottinum, w drugim wydaniu BT ukazało się już inne tłumaczenie Księgi. Recenzenci drugiego wydania BT (np. Stanisław Łach) wyrażali zdziwienie wobec takiej decyzji, nie znając prawdziwej przyczyny zmiany tłumaczenia.